# Астор, Брук
Роберта Брук Астор (урожд. Рассел; род. 30 марта 1902, Портсмут, Рокингхем, Нью-Гэмпшир, США — 13 августа 2007) — американская филантропка, светская львица и писательница, председательница Фонда Винсента Астора, созданного её третьим мужем Винсентом Астором, сыном Джона Джейкоба Астора IV и праправнуком первого американского мультимиллионера Джона Джейкоба Астора. Брук Астор была автором двух романов и двух томов личных воспоминаний.

## Детство и юность
Родилась в Портсмуте, штат Нью-Гэмпшир, единственным ребёнком Джона Генри Рассела-младшего, 16-го Коменданта морской пехоты, и его жены Мейбл Сесиль Хорнби Говард. Её дедушка по отцовской линии Джон Генри Рассел-старший был контр-адмиралом ВМС США. Она была названа в честь своей бабушки по материнской линии (Роберта), близкие друзья и семья называли её Бобби.

Благодаря карьере своего отца она провела большую часть своего детства в Китае, Доминиканской Республике, Гаити и в других местах. Кроме того, она недолго посещала школу Мадейры в 1919 году, затем окончила школу Холтон-Армс. В детстве она собирала свои дневники, письма и рисунки из путешествий, которые были опубликованы в иллюстрированном издании «Patchwork Child: Early Memories» в 1993 году.

## Браки

### Джон Драйден Кьюзер
Она вышла замуж за своего первого мужа, Джона Драйдена Кьюзера (1897—1964), вскоре после своего 17-летия, 26 апреля 1919 года, в Вашингтоне. «Я бы, конечно, никому не советовала выходить замуж так рано. В свои шестнадцать лет ты ещё не превратился в желе. Ты влюбляешься с первого взгляда.» — говорила Брук.
Джон был сыном бизнесмена и защитника природы Энтони Рудольфа Кьюзера и Сьюзи Фэрфилд Дридан. Отцом Сьюзи был американский сенатор Джон Фэрфилд Драйден. Джон Кьюзер позже стал членом республиканского совета Нью-Джерси, членом Ассамблеи и сенатором штата. Они проживали в Бернардсвилле, штат Нью-Джерси.
В 1927 году Брук и Джон Кьюзер жили в нью-йоркском таунхаусе, который они арендовали у Мадлен Астор, мачехи будущего третьего мужа Брук.
Брук описывала свой бурный первый брак как «худшие годы моей жизни», которые сопровождались предполагаемым насилием со стороны её мужа, алкоголизмом и изменами. Согласно биографии Брук Астор, написанной Фрэнсис Кирнан в 2007 году, когда Брук была на шестом месяце беременности единственным ребёнком этой пары, муж сломал ей челюсть во время супружеской ссоры. В интервью газете «Нью-Йорк Таймс» она сказала: «Я узнала об ужасных манерах от семьи моего первого мужа. Они не знали, как обращаться с людьми». Через год после свадьбы, согласно опубликованному отчету о бракоразводном процессе, Джон «начал смущать её в общественной деятельности» и «сказал ей, что больше не любит её и что их брак был неудачным».
30 мая 1924 года у Брук и Джона родился сын Энтони Драйден "Тони" Кьюзер. Она подала на развод 15 февраля 1930 года в Рино, штат Невада, бракоразводный процесс завершился позднее в том же году. Джон женился во второй раз на Виеве Мэри Фишер Бэнкс (ранее миссис Джеймс Ленокс Бэнкс-мл.) 6 сентября 1930 года в Вирджинии-Сити, штат Невада. У них родилась дочь — Сюзанна Драйден Кьюзер. Пара развелась в октябре 1935 года. Неделю спустя сенатор Кьюзер женился на Луизе Маттеи Фарри (в прошлом Миссис Джозеф Фарри). В 1958 году он женился в четвёртый раз на Грейс Эгглсфилд Гиббонс (вдова Джона Дж. Гиббонса). Орнитолог-любитель и президент Общества Одюбона Нью-Джерси, сенатор Кьюзер представил законопроект, который сделал восточного щегла государственной птицей штата Нью-Джерси. Он также был в разное время страховым агентом и брокером по недвижимости в Нью-Джерси (1937—1942) и Неваде (1942—1955), вице-президентом компании Lenox, Inc., журналистом и директором кинокомпании «Fox».

### Чарльз Генри Маршалл
В 1932 году её вторым мужем стал Чарльз Генри «Бадди» Маршалл Третий (1891—1952) — единственный сын Чарльза Генри Маршалла. Бадди был старшим партнером инвестиционной фирмы «Батлер, Херрик и Маршалл», шурином торгового наследника Маршалла Филда III, потомком Джеймса Ленокса, основателя библиотеки Ленокс.
Брук писала, что этот брак был «великим браком по любви».
В этом браке она стала мачехой двоих детей: Питера Маршалла и Хелен Хантингтон Маршалл. Первый брак Хелен Маршалл был с композитором Эрнестом Шеллингом, второй — с виолончелистом Яношем Шольцем.
В 1942 году 18-летний сын Брук Тони изменил свое имя на Энтони Драйден Маршалл из-за преклонения перед своим отчимом.
Брук в течение восьми лет работала редактором очерков в журнале House & Garden. Она также некоторое время работала на Руби Росс Вуд — известного нью-йоркского дизайнера интерьеров, которая вместе со своим коллегой Билли Болдуином декорировали квартиру Маршаллов на Грейси-сквер, 1 в Нью-Йорке.

### Уильям Винсент Астор
В октябре 1953 года, через 11 месяцев после смерти Чарльза Маршалла, она вышла замуж за своего третьего и последнего мужа, Уильяма Винсента Астора — председателя правления журнала Newsweek и последнего богатого американского члена знаменитой семьи Астор. Он был сыном погибшего на Титанике Джона Джейкоба «Джека» Астора IV и светской львицы Авы Лоули Уиллинг, он уже дважды был женат и разведён, был бездетным, и обладал непростым характером.
«У него было ужасное детство, и в результате случались моменты глубокой меланхолии. Но я думаю, что сделала его счастливым. Именно это я и намеревалась сделать. Я буквально танцевала с собаками, пела и играла на пианино, и заставляла его смеяться, чего раньше никто никогда не делал. Из-за своих денег Винсент очень подозрительно относился к людям. Вот от чего я пыталась его вылечить.» — вспоминала Брук.
Не желая умирать в одиночестве, Астор согласился развестись со своей второй женой, Мэри Бенедикт "Минни" Кашинг, только после того, как она найдет себе замену. Сначала она предложила на своё место Джанет Ньюболд Райнлендер-Стюарт, но та с поразительной прямотой отклонила предложение Астор, ответив: «Ты мне даже не нравишься». Тогда Минни предложила ему недавно овдовевшую Брук. Мало кто верил, что их союз был чем-то большим, чем просто финансовая сделка. По словам друга Брук Луиса Ашинклосса, «конечно, она вышла замуж за Винсента из-за денег», добавив: «Я бы не уважал её, если бы она этого не сделала».
За время своего короткого брака с Винсентом, которого она называла «Капитан», Брук принимала участие в его империи недвижимости и отелей, а также в его благотворительной деятельности. Между 1954 и 1958 годами она заново декорировала одно из его владений — отель «Сент-Реджис», построенный его отцом. Винсент умер, оставив все свои деньги Брук. Его младший сводный брат, Джон Джейкоб "Джейки" Астор VI, остался ни с чем, так как ненависть Винсента к Мадлен (второй жене и вдове его отца Джека) заставила его усомниться в его биологической принадлежности к роду Астор. Винсент не испытывал к нему ничего, кроме презрения. Джейки почувствовал себя обманутым и обиженно заявил, что Винсент «имел законное, но не моральное право распоряжаться всеми деньгами». Он был уверен, что Винсент был «умственно неполноценным» из-за алкоголизма, когда подписывал свое последнее завещание в июне 1958 года, хотя Брук настаивала на обратном. Пока Винсент лежал в больнице, Брук часто приносила ему алкоголь. Он обвинил её в том, что она воспользовалась влиянием алкоголя, чтобы повлиять на завещание в свою пользу. В конечном итоге Джейки получил 250 000 долларов. Остальные деньги остались в Фонде Винсента Астора и у Брук. Перед смертью Винсента Брук однажды призналась своей невестке Элизабет Синтии «Лиз» Криан: «Я не думаю, что смогу больше выносить его замужество. Я не думаю, что смогу это вынести. Он никогда никуда не хочет идти — он такой асоциальный».
После его смерти она получила несколько предложений руки и сердца, но решила больше не выходить замуж. В интервью 1980 года она говорила: «Я должна выйти замуж за человека подходящего возраста и за того, кто был кем-то, а это нелегко. Честно говоря, я думаю, что теперь я не смогу выйти замуж». Она также сказала: «Я слишком привыкла, чтобы все было по-моему. Но я все ещё наслаждаюсь флиртом время от времени».

## Благотворительность
Брук была назначена членом правления Фонда Астора вскоре после своего замужества. После смерти Винсента Астора в 1959 году, она взяла на себя ответственность за все благотворительные фонды, которым он оставил своё состояние. Она была попечителем музея искусств Метрополитен и возглавляла выездную комиссию департамента Дальневосточного искусства, ей приписывают идею создания Китайского дворика в музее. Она также была членом Комитета по празднованию 100-летия Метрополитен-музея и в честь этого организовывала бал. В 1988 году награждена Президентской гражданской медалью США.
Несмотря на ликвидацию фонда Винсента Астора в 1997 году, она продолжала активно заниматься благотворительностью и общественной жизнью Нью-Йорка. Брук чаще всего совершала пожертвования в Нью-Йоркскую публичную библиотеку и Медицинский центр для животных. В 1988 году она была награждена Национальной медалью искусств. В 1992 году она была избрана членом Американской академии искусств и наук. В 1998 году она была награждена Президентской Медалью Свободы. Девиз всей её жизни заключал в себе поразительную щедрость: «деньги подобны навозу — они ничего не стоят, если их не разбрасывать повсюду.».

## Жестокое обращение
26 июля 2006 года в газете Daily News появилась сенсационная статья о семейной вражде между сыном Брук Тони и его сыном Филипом Крианом Маршаллом. В этой статье подробно рассказывалось, как её внук — историк-консерватор и профессор Университета Роджера Уильямса, подал иск с требованием отстранить его отца от должности опекуна Брук и назначить вместо него Аннет де ла Рента, жену дизайнера Оскара де ла Рента.
По информации, опубликованной в газетах The New York Times и Daily News, у Брук была диагностирована болезнь Альцгеймера, она страдала анемией и другими болезнями. В иске утверждалось, что Тони Маршалл не обеспечил свою престарелую мать, а вместо этого позволил ей жить в нищете и сократил количество необходимых лекарств и визитов к врачу, одновременно обогащаясь доходами от её имущества. Филип обвинил своего отца в продаже любимой картины своей бабушки Чайльда Гассама в 2002 году без ее ведома и без каких-либо записей о местонахождении средств, полученных от продажи. Генри Киссинджер и Дэвид Рокфеллер предоставили письменные показания в поддержку смены опекуна.
Когда эту историю обнародовали, судья Верховного суда Нью-Йорка Джон Стакхаус скрыл документы, относящиеся к судебному делу, и издал приказ о назначении Аннет де ла Рента опекуном и JPMorgan Chase & Co. ответственными за финансы Брук. Несколько новостных организаций, в том числе Associated Press и New York Times, подали в суд, чтобы сделать записи дела общедоступными в интересах общественности, их просьба была удовлетворена 1 сентября 2006 года.
Брук перевезли в Госпиталь Ленокс-Хилл, где неизвестная медсестра назвала её внешний вид «плачевным», сообщает Daily News. Сын Брук Тони безуспешно пытался перевести свою мать в другую больницу. Её выписали из больницы 29 июля 2006 года и перевезли в Холли-Хилл — её поместье площадью 75 акров (30 га) в деревне Брайарклифф-Мэнор, штат Нью-Йорк, где она умерла 13 августа 2007 года.
В книге Мэрил Гордон «Миссис Астор сожалеет: скрытые предательства семьи без упрека» (2008) используются дневники медсестер, которые ухаживали за Брук в последние годы её жизни. Дневники были составлены в течение четырех лет и подробно описывали жестокое обращение, которое Миссис Астор якобы получила от своего сына Энтони (Тони).
Филип К. Маршалл, её внук, был штатным профессором и директором по исторической сохранности в Университете Роджера Уильямса до 2017 года, затем он ушёл, чтобы полностью посвятить себя справедливому правосудию в качестве основателя фонда Beyond Brooke.

## Имущество
1 августа 2006 года газета The New York Times сообщила, что Элис Пердью, служащая в офисе его матери, обвинила Энтони Маршалла в том, что он потратил почти 1 миллион долларов с личных счетов своей больной матери на театральные постановки. Маршалл через своего представителя ответил, что его мать знает об этих инвестициях и одобряет их. Пердью возразила, что Маршалл посоветовал ей никогда не посылать его матери никаких документов финансового характера, потому что «она этого не понимала».
Претензии Филиппа Маршалла относительно того, как его отец распоряжался поместьем, вызвали интерес к этому делу. 27 ноября 2007 года Окружной прокурор Нью-Йорка предъявил обвинения против Тони и адвоката Фрэнсиса X. Моррисси-младшего по поводу неправильного обращения с деньгами Брук Астор, а также сомнительной подписью на третьей поправке к её завещанию 2002 года, сделанной в марте 2004 года. Эта поправка требовала, чтобы её недвижимость была продана, а вырученные средства были добавлены к наследуемому имуществу. Более ранняя поправка, также внесенная в 2004 году, которая назначила Маршалла распорядителем имущества его матери и сделала его наследником всего имущества, также находилась в стадии расследования. Состав преступления включал в себя крупное воровство, преступное владение краденым имуществом, подделку документов, интриги с целью обмана, фальсификацию деловых записей, предложение фальшивого инструмента для подачи документов и заговор с целью разграбления имущества на сумму 198 миллионов долларов. Самое тяжкое обвинение — крупное воровство — предусматривает до 25 лет лишения свободы.
Суд над Маршаллом и Моррисси начался 30 марта 2009 года с отбора присяжных. Судья А. Кирк Бартли-младший, изначально сообщил, что судебный процесс может длиться до трех месяцев. Во время заседаний присяжных, которые растянулись на 12 дней и, как сообщается, возникали непримиримые разногласия, из-за которых одна женщина-присяжный заявила, что чувствует личную угрозу. Присяжные признали Энтони Д. Маршалла виновным в самом тяжком преступлении из предъявленных обвинений — в крупном воровстве.
Тот же суд присяжных признал Фрэнсиса X. Моррисси-младшего виновным в подделке документов. В декабре 2009 года Маршалл и Морриси были приговорены к 1-3 годам тюремного заключения. Внук Брук сообщил, что теперь, когда его отец был осужден, он ожидает, что завещание будет оспорено различными благотворительными организациями.
30 ноября 2011 года Sotheby’s объявил о планах провести аукцион ювелирных изделий, предметов изобразительного и декоративного искусства из её квартиры и поместья. Аукцион состоялся 24-25 сентября 2012 года, общая сумма продаж составила более 18 млн долларов. Были проданы 95 % из 901 представленных лотов. Вырученные от аукциона средства были напрвлены в пользу ряда благотворительных организаций, отобранных Брук еще при жизни, включая Нью-Йоркскую библиотеку, Метрополитен-музей, библиотеку Пирпонта Моргана и медицинский центр для животных в Нью-Йорке.

## Смерть и погребение
Брук Астор умерла 13 августа 2007 года в возрасте 105 лет от пневмонии в своем доме в Брайарклифф-мэноре, штат Нью-Йорк.17 августа в церкви Святого Томаса (Манхэттен) состоялась заупокойная служба. Среди гостей были Генри Киссинджер, Оскар де ла Рента, Вупи Голдберг, Джесси Норман и Майкл Блумберг. Она похоронена на кладбище «Сонная лощина» рядом с третьим мужем Винсентом. Эпитафия на её надгробии, выбранная ею, гласит: «У меня была чудесная жизнь».